# Исаково (Ногинский район)
Исако́во — деревня в Богородском городском округе Московской области России, входит в состав городского поселения Электроугли.

## Население
| 1852 | 1859 | 1869 | 1886 | 1890 | 1926 | 2010 |
| ---- | ---- | ---- | ---- | ---- | ---- | ---- |
| 310  | ↗372 | ↗411 | ↘407 | ↘73  | ↗597 | ↘368 |

## География
Деревня Исаково расположена на востоке Московской области, в юго-западной части Богородского городского округа, примерно в 22 км к востоку от Московской кольцевой автодороги и 22 км к юго-западу от центра города Ногинска.
В 2,5 км севернее деревни проходят Носовихинское шоссе и пути Горьковского направления Московской железной дороги, в 8 км к югу — Егорьевское шоссе Р105 и пути Казанского направления Московской железной дороги, в 13 км к юго-востоку — Московское малое кольцо А107.
Ближайшие населённые пункты — город Электроугли, деревня Марьино и деревня Полтево городского округа Балашиха.
В деревне 9 улиц — 1-я, 2-я и 3-я Заречные, 1-я и 2-я Центральные, Заречная, Каменный луг, Клин и Красная слобода; приписано 3 садоводческих товарищества (СНТ).

## История
В середине XIX века деревня относилась ко 2-му стану Богородского уезда Московской губернии и принадлежала корнету А. Н. Протасову и губернскому секретарю А. М. Титову. В деревне было 45 дворов, крестьян 156 душ мужского пола и 154 души женского.
В «Списке населённых мест» 1862 года — владельческая деревня 2-го стана Богородского уезда Московской губернии по правую сторону Нижегородской железной дороги (от Москвы), в 21 версте от уездного города и 22 верстах от становой квартиры, при пруде, с 60 дворами и 372 жителями (172 мужчины, 200 женщин).
По данным на 1869 год — деревня 2-го Исаковского и Сафоновского сельских обществ Васильевской волости 2-го стана Богородского уезда с 79 дворами, 73 деревянными домами и 411 жителями (200 мужчин, 211 женщин), из которых 47 грамотных. Количество земли составляло 325 десятин, в том числе 29 десятин пахотной, имелось 33 лошади и 47 единиц рогатого скота. При деревни работали бумаго-ткацкая фабрика и три бумаго-ткацких заведения.
В 1886 году в деревне два кирпичных завода, бумаго-ткацкая фабрика и лавка; проживало 407 жителей.
В 1913 году — 87 дворов.
По материалам Всесоюзной переписи населения 1926 года — центр Исаковского сельсовета Васильевской волости Богородского уезда в 2 км от Кудиновского шоссе и 2 км от станции Кудиново Нижегородской железной дороги, проживало 597 жителей (271 мужчина, 326 женщин), насчитывалось 122 хозяйства (101 крестьянское).
С 1929 года — населённый пункт Московской области в составе:
- Исаковского сельсовета Богородского района (1929—1930)[17],
- Исаковского сельсовета Ногинского района (1930—1954)[18].

Решением Московского областного исполнительного комитета от 14 июня 1954 года № 539 деревня была передана в административное подчинение рабочему посёлку Электроугли.
Постановлением Правительства Российской Федерации от 8 августа 2009 года № 647 и Законом Московской области от 28 февраля 2005 года № 82/2005-ОЗ с изменениями, внесёнными в него 23 сентября 2010 года, вновь образована на территории городского поселения Электроугли Ногинского муниципального района Московской области.